# Savage Garden
Savage Garden – australijski duet założony w 1994 w Brisbane w Australii. Jego skład tworzył Darren Hayes (wokalista) i Daniel Jones (gitarzysta i klawiszowiec). Grupa prezentowała piosenki w stylu pop, chociaż zdarzały się utwory nagrywane w stylu rocka alternatywnego.
Międzynarodowy sukces grupy przypadł na lata 1997-2001, kiedy to został wydany debiutancki album zatytułowany po prostu Savage Garden, z którego cztery single (m.in. "To the Moon and Back" czy "Truly Madly Deeply") znalazły się w czołowych listach przebojów. Sam album osiągnął pierwszą pozycję w Australii i znalazł się w pierwszej dziesiątce w Wielkiej Brytanii i Stanach Zjednoczonych.
Pod koniec 1999 ukazał się drugi album zatytułowany Affirmation. Płyta zajęła pierwsze miejsce w Australii i ostatecznie zdobyła 8-krotną platynę (jedną w USA), głównie dzięki singlowi "I Knew I Loved You".
W 2005 debiutancka płyta zdobyła aż 12-krotną platynę w Australii, 7-krotną w USA, 3-krotną w Kanadzie a 2-krotną w Nowej Zelandii, Singapurze i Wielkiej Brytanii.
W 2001 roku duet zakończył swoją karierę, a jego członkowie rozpoczęli kariery solowe. Po ogłoszeniu informacji na stronie internetowej napisano:

Jesteśmy niezmiernie wdzięczni naszym fanom na całym świecie za ich ogromne wsparcie na przestrzeni lat. Sukces Savage Garden, i nasz czas razem były niesamowitym przeżyciem, którego nigdy nie zapomnimy. Mamy tylko nadzieję, że wszyscy rozumieją, iż potrzeba naszych indywidualnych potrzeb będzie rosła.

## Dyskografia

### Albumy
- Savage Garden (1997)
- Affirmation (1999)
- Truly Madly Deeply: The Best of Savage Garden (2005)

### Single
Savage Garden
- I Want You (1996)
- To the Moon and Back (1996)
- Truly Madly Deeply (1997)
- Break Me Shake Me (1997)
- Universe (1997)
- All Around Me (1997)
- Santa Monica (1998)
- Tears of Pearls (1998)

Affirmation
- The Animal Song (1999)
- I Knew I Loved You (1999)
- Affirmation (1999)
- Crash and Burn (2000)
- Chainded to You (2000)
- Hold Me (2000)
- The Best Thing (2001)

### Wideo
- The Video Collection (1998)
- The Story So Far (1999)
- Superstars and Cannonballs (2001)